# Capella Ecumenica

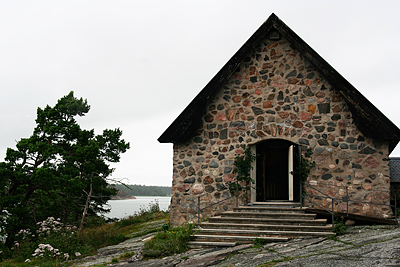
Capella Ecumenica

Die Capella Ecumenica, vollständig Capella Ecumenica Sanctæ Annæ in scopulis („Ökumenische Kapelle der heiligen Anna auf den Schären“), ist eine Kapelle auf der Insel Västra Gärsholmen, die zum Sankt Annas skärgård in der Gemeinde Söderköping (Region Östergötland in Schweden) gehört.

## Geschichte

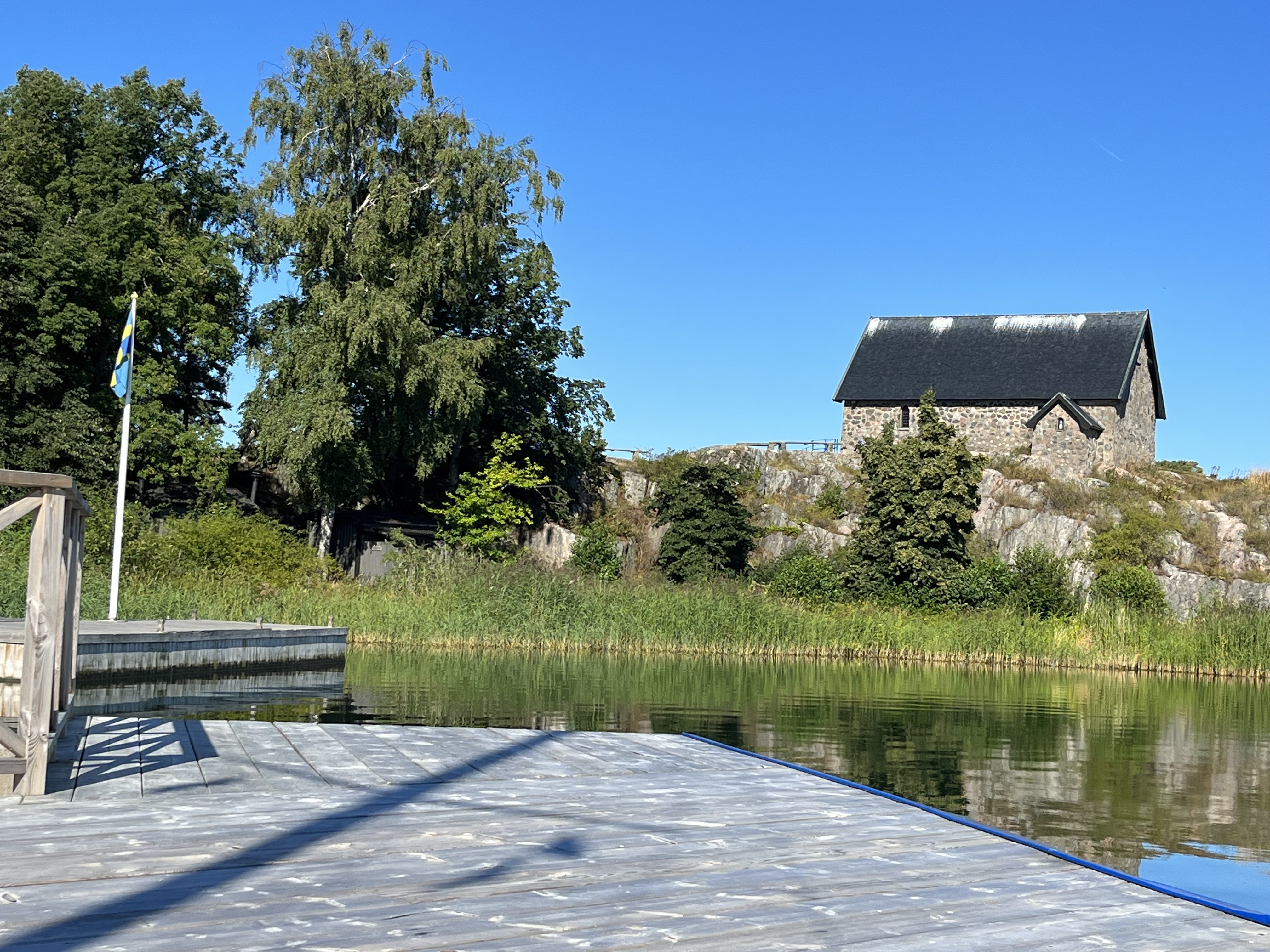
Capella Ecumenica 2022 mit Anlegestelle

Der Bau der Kapelle geht auf die Initiative von Hilding Bielkhammar zurück, der im Sankt Annas skärgård aufwuchs. Als 18-Jähriger nahm er im Jahr 1925 an der Stockholmer Weltkirchenkonferenz teil, zu der der Erzbischof Nathan Söderblom eingeladen hatte. Auf dem Treffen erlebte Hilding Bielkhammar Gebete in über 50 Sprachen. Das brachte ihn auf die Idee, in seiner Heimatgemeinde ein ökumenisches Zentrum zu errichten.
Im Jahr 1958 begann Bielkhammar, zusammen mit seiner Familie und Freunden Steine auf die Insel zu bringen. Ohne technische Unterstützung baute er eine Replik der nur noch als Ruine vorhandenen St.-Anna-Kirche aus dem 14. Jahrhundert.
Im Jahr 1965 wurde die Kapelle am Feiertag Christi Himmelfahrt von Bischof Ragnar Askmark eingeweiht und trägt seitdem den Namen Capella Ecumenica Sanctae Annae in scopulis.

## Nutzung

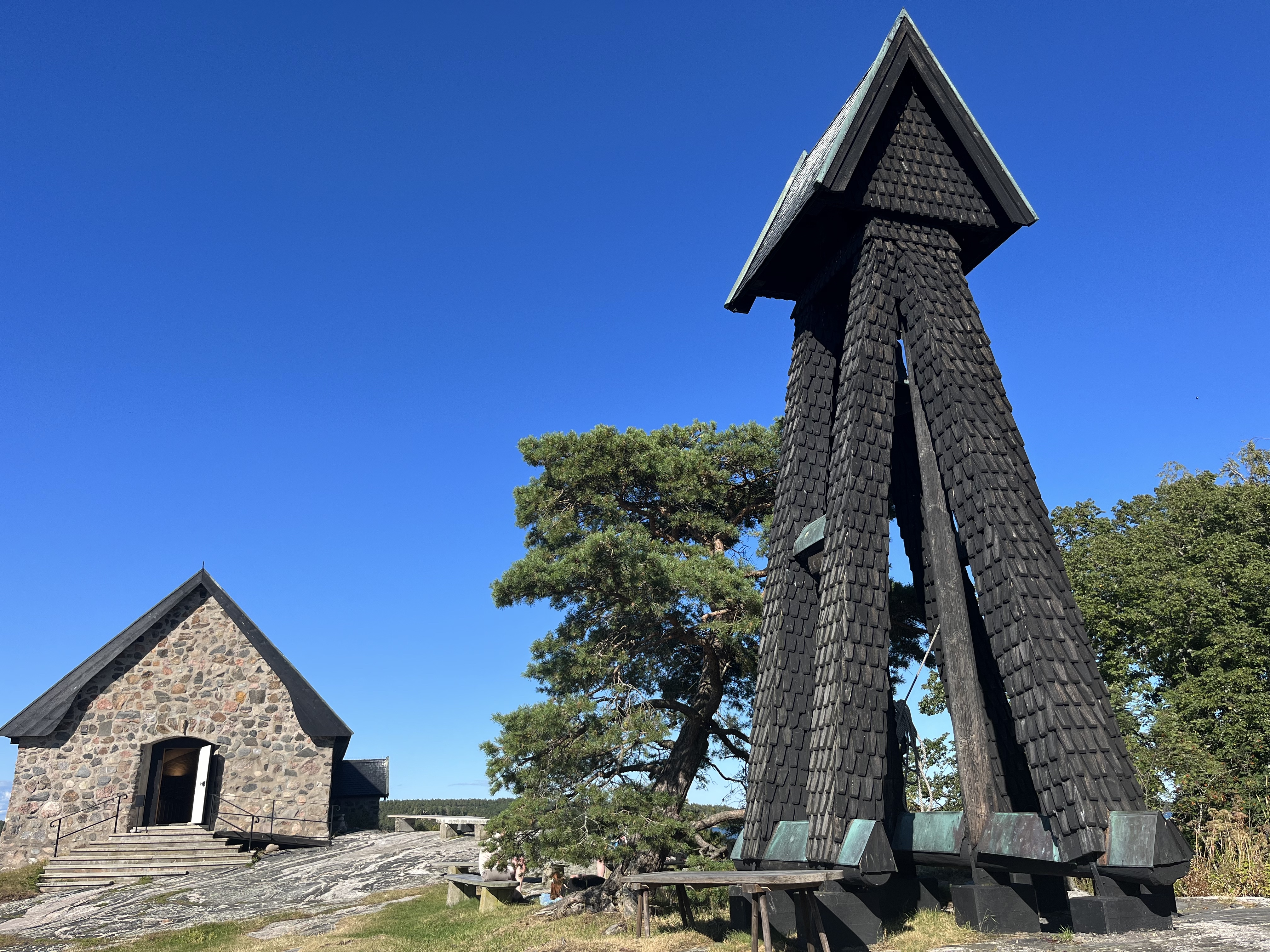
Capella Ecumenica 2022 mit Glockenturm

Die Nutzung der Kapelle für Gebete, Gottesdienste, Taufen und Trauungen beginnt jährlich am ersten Sonntag im Mai und endet am zweiten Sonntag im September. Jeden Morgen um 9:00 Uhr und jeden Abend um 19:00 Uhr findet in der Kapelle ein Gebet statt. Gottesdienste finden jeden Sonntag und Feiertag um 11:00 Uhr statt. Sie werden von verschiedenen Denominationen gehalten. Verantwortlich ist ein Verein.
Am Feiertag Allerheiligen findet in der Kapelle ein Gottesdienst zum Gedenken an die Menschen statt, die bei dem Bau der Kirche mitgeholfen haben.